# Miska Hauser
Miska (egentligen Michael) Hauser, född 1822 i Pressburg, död den 8 december 1887 i Wien, var en österrikisk violinist.
Hauser, som var elev till Kreutzer, Mayseder och Sechter, gjorde från 1840 konsertresor i Europa (Sverige besökte han 1844 och 1867), Amerika, Australien med mera och firade stora triumfer genom briljant färdighet och smältande föredrag. Hans kompositioner voro en tid, dels för sin smekande sång (Wiegenlied, komponerad på Tahiti), dels för sina flageolettkonster (Vogelcaprice), mycket beundrade av dilettanter. Sina reseminnen samlade han i Wanderbuch eines österreichischen virtuosen (2 band, 1858–59).